# Муранув (станция метро)
«Муранув» (пол. Muranów) (A16) — перспективная станция на I линии Варшавского метрополитена.
Станция «Муранув» вместе со станцией «Пляц Констытуцйи» была исключена из строительства в 1989 году из соображений экономии. Согласно планам она должна была находиться между станциями «Ратуш Арсенал» на юге (перегон 635 метров) и «Двожец Гданьски» на севере (перегон 899 метров).
24 января 2006 года власти Варшавы подняли вопрос о строительстве замороженных станций — «Муранув» и «Пляц Констытуцйи».
Станцию начнут строить в 1 квартале 2022 года, открытие примерно 2026